# Pompeya Helena
Pompeya Helena fue una mujer orfebre, que trabajó en Roma a principios del Imperio romano, en torno al siglo I d. C.

## Muerte
Solo se conoce a Pompeya Helena por la inscripción que hay en su tumba en Roma, donde se la identifica como aurifix ‘orfebre’. La inscripción forma parte del monumento a Marcela, hija de Octavia, que se encontró en la segunda sección de los columbarios de Vigna Codini. Se piensa que era una mujer libre, de la familia Pompeya. La inscripción reza:
Pompeia Cn (aei) l (iberta) Helena
aur (i) ficis Caesaris
En el mismo monumento hay referencia a otros artesanos, incluyendo un margaritarius ‘vendedor de perlas’, dos vestiarii ‘vendedores de ropa’, dos unguentarii ‘vendedores de perfumes’ y un thurarius ‘vendedor de incienso’. El mosaico del suelo incluye una inscripción que indica el año 10 d. C: como terminus ante quem.

## Historiografía
Pompeya Helena nos es la única mujer de la que se sabe que trabajó como orfebre en la Antigua Roma. Otras son Serapa, Sellia Epyre, Vincentia. Sin embargo, John K. Evans ha puesto en duda su dedicación, cuestionando si en ese contexto aurifix significa ‘orfebre’ o si debe entenderse como ‘guardiana de objetos de oro’.